# BMW serii 6 (2003)
BMW serii 6 – samochód sportowy klasy wyższej produkowany pod niemiecką marką BMW w latach 2003–2018. 

## Pierwsza generacja

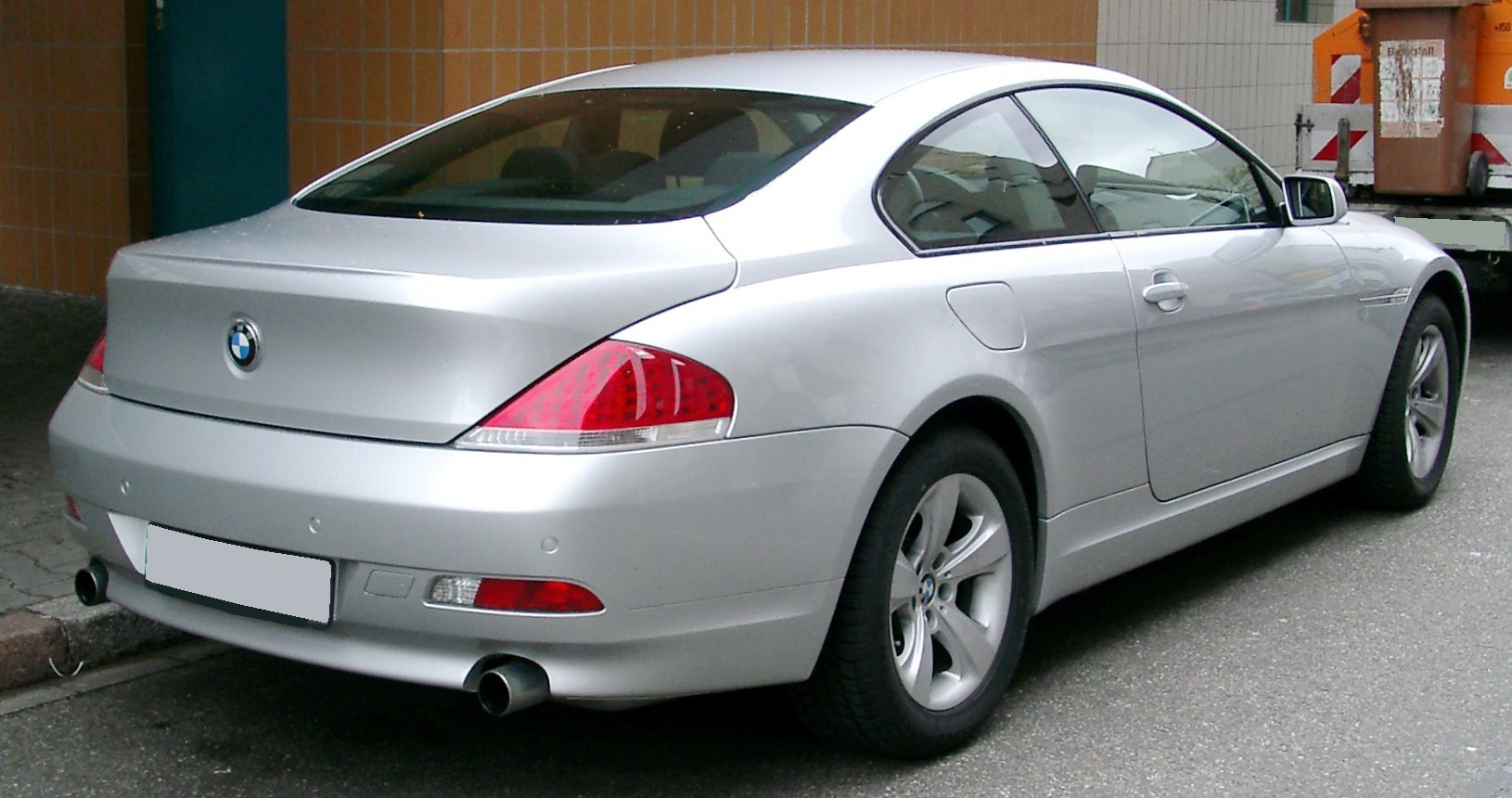
BMW serii 6 I (E63) - tył przed liftingiem

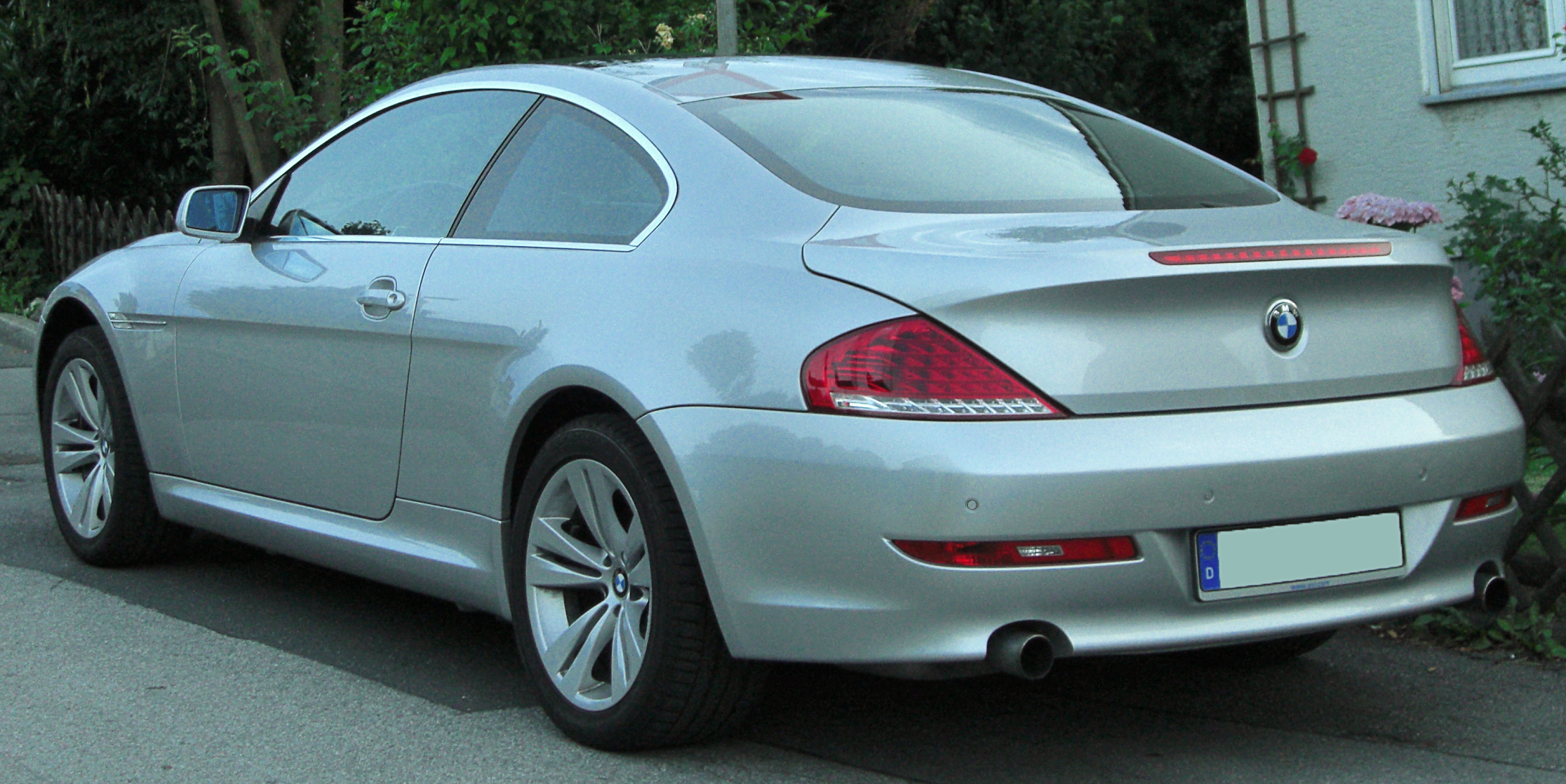
BMW serii 6 I (E63) - tył po liftingu

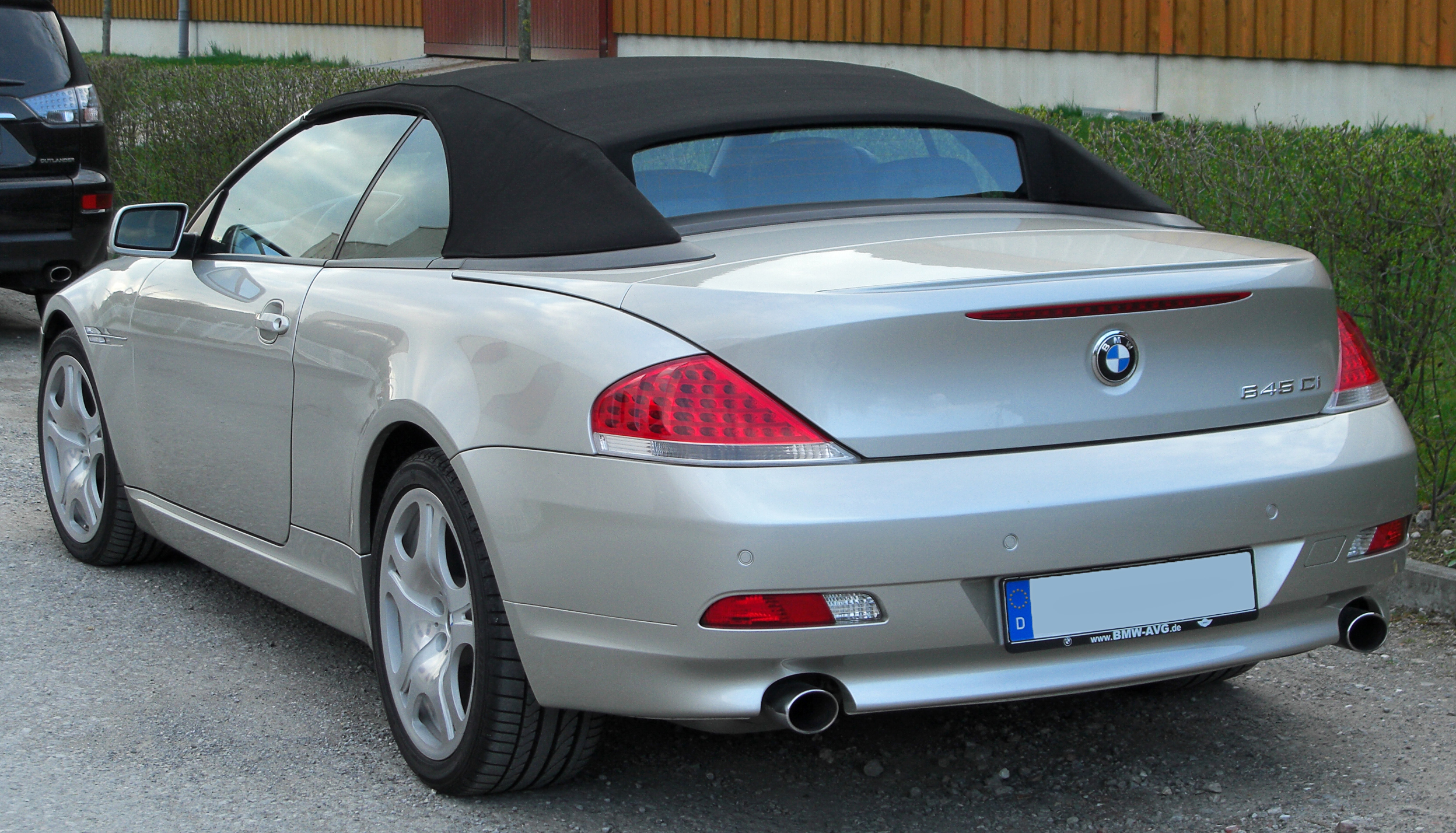
BMW serii 6 I Cabriolet (E64)

BMW serii 6 I zadebiutowało w 2003 roku przywracając do użytku tę nazwę po 14 latach przerwy.
Samochód powstał na płycie podłogowej BMW serii 5 (E60). Najpierw na rynek trafiła wersja coupe oznaczona kodem fabrycznym E63, a w połowie 2004 roku na rynku zadebiutował kabriolet o kodzie E64. W pierwszym roku produkcji BMW oferowało silniki o pojemności 4,4 l (333 KM) zblokowane z sześciostopniową manualną bądź automatyczną skrzynią biegów. Karoseria została wykonana z blachy aluminiowej oraz tworzyw termo- i chemoutwardzalnych. Mimo to coupé waży około 1700 kg. W 2005 rozpoczęto produkcję modelu M6, najmocniejszej wersji BMW E63 produkowanej jako coupé oraz od 2006 roku z oznaczeniem E64 jako wersja cabrio. M6 posiada silnik o pojemności pięciu litrów i mocy 507 KM.
Samochód był produkowany z przeznaczeniem na rynek europejski i amerykański. 

### Rynek europejski
| Data          | Wersja                          |
| ------------- | ------------------------------- |
| 2002 czerwiec | 645Ci coupe                     |
| 2002 wrzesień | 645Ci kabriolet                 |
| 2004 luty     | 630i coupe                      |
| 2004 marzec   | 630i kabriolet                  |
| 2004 marzec   | M6 coupe                        |
| 2005 luty     | 650i coupe i kabriolet          |
| 2005 lipiec   | M6 kabriolet                    |
| 2006 kwiecień | 630i N53 coupe i kabriolet LCI  |
| 2006 kwiecień | 635d kabriolet LCI              |
| 2006 kwiecień | 650i coupe i kabriolet LCI      |
| 2006 maj      | 630i N52N coupe i kabriolet LCI |
| 2006 maj      | 635d coupe LCI                  |

### Rynek amerykański
| Data          | Wersja             |
| ------------- | ------------------ |
| 2002 maj      | 645Ci coupe        |
| 2002 wrzesień | 645Ci kabriolet    |
| 2004 marzec   | M6 coupe           |
| 2005 luty     | 650i kabriolet     |
| 2005 marzec   | 650i coupe         |
| 2005 lipiec   | M6 kabriolet       |
| 2006 kwiecień | 650i coupe LCI     |
| 2006 listopad | 650i kabriolet LCI |

### BMW Alpina B6
W 2006 roku tuner BMW - Alpina wprowadził do swojej oferty zmodyfikowane BMW E63/E64 które nazwano BMW Alpina B6. Posiada on silnik o pojemności 4,4 l i mocy 500 KM. Jest lepiej wyposażony oraz posiada bardziej usportowione zawieszenie. Alpina B6 występuje zarówno w wersji coupé jak i cabrio.

### Dane techniczne
| Wersja                | Silnik:                          | Układ zasilania:   | Średnica × skok tłoka: | St. sprężania:     | Moc maksymalna:                    | Maks. moment obrotowy           | 0-100 km/h:        | V-max:             | Śr. zużycie paliwa |
| Silniki benzynowe:    | Silniki benzynowe:               | Silniki benzynowe: | Silniki benzynowe:     | Silniki benzynowe: | Silniki benzynowe:                 | Silniki benzynowe:              | Silniki benzynowe: | Silniki benzynowe: | Silniki benzynowe: |
| --------------------- | -------------------------------- | ------------------ | ---------------------- | ------------------ | ---------------------------------- | ------------------------------- | ------------------ | ------------------ | ------------------ |
| 630Ci                 | R6 3,0 l (2996 cm³), DOHC        | wtrysk EFi         | 85,00 mm × 88,00 mm    | 10,7:1             | 257 KM (189 kW) przy 6600 obr./min | 300 N•m przy 2500-4000 obr./min | 6,7 s              | 250 km/h           | 9,0 l / 100 km     |
| 630i                  | R6 3,0 l (2996 cm³), DOHC        | wtrysk bezpośredni | 85,00 mm × 88,00 mm    | 12,0:1             | 272 KM (200 kW) przy 6700 obr./min | 320 Nm przy 2750-3000 obr./min  | 6,4 s              | 250 km/h           | 7,9 l / 100 km     |
| 645Ci                 | V8 4,4 l (4398 cm³), DOHC        | wtrysk EFi         | 92,00 mm × 82,70 mm    | 10,5:1             | 333 KM (245 kW) przy 6100 obr./min | 450 Nm przy 3600 obr./min       | 5,6 s              | 250 km/h           | 11,7 l / 100 km    |
| 650i                  | V8 4,8 l (4799 cm³), DOHC        | wtrysk EFi         | 93,00 mm × 88,30 mm    | 10,7:1             | 367 KM (270 kW) przy 6300 obr./min | 490 Nm przy 3400 obr./min       | 4,9 s              | 250 km/h           | 11,9 l / 100 km    |
| M6                    | V10 5,0 l (4999 cm³), DOHC       | wtrysk             | 92,00 mm × 75,20 mm    | 12,0:1             | 507 KM (373 kW) przy 7750 obr./min | 520 Nm przy 6100 obr./min       | 4,7 s              | 250 km/h           | 14,8 l / 100 km    |
| Silniki wysokoprężne: |                                  |                    |                        |                    |                                    |                                 |                    |                    |                    |
| 635d                  | R6 3,0 l (2993 cm³), DOHC, turbo | wtrysk common rail | 84,00 mm × 90,00 mm    | 17,0:1             | 286 KM (210 kW) przy 4400 obr./min | 580 Nm przy 1750-2250 obr./min  | 6,3 s              | 250 km/h           | 6,9 l / 100 km     |

- Podwozie
  - Zawieszenie przednie: podwójny wahacz poprzeczny, kolumna resorująca, stabilizator poprzeczny
  - Zawieszenie tylne: oś wielowahaczowa, kolumna resorująca, stabilizator poprzeczny
  - Hamulce przód/tył: tarczowe wentylowane/tarczowe wentylowane
  - ABS i ASR
- Wymiary i ciężary
  - Rozstaw kół przód/tył: 1558/1596 mm
  - DMC: 1940-2380 kg
  - Pojemność bagażnika: 450 dm³ (coupé), 350 dm³ (cabrio)

## Druga generacja

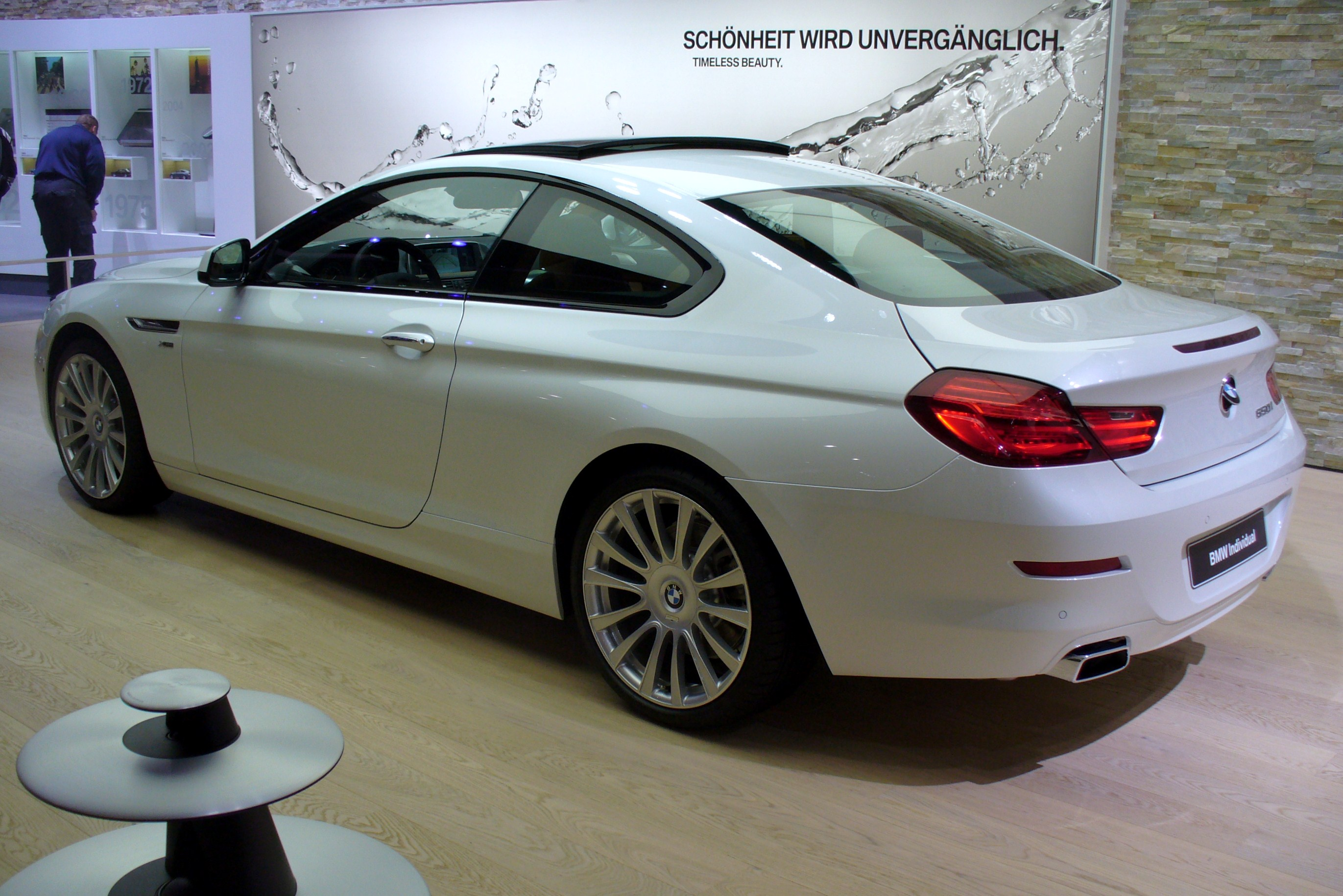
BMW serii 6 Coupé (F13) - tył

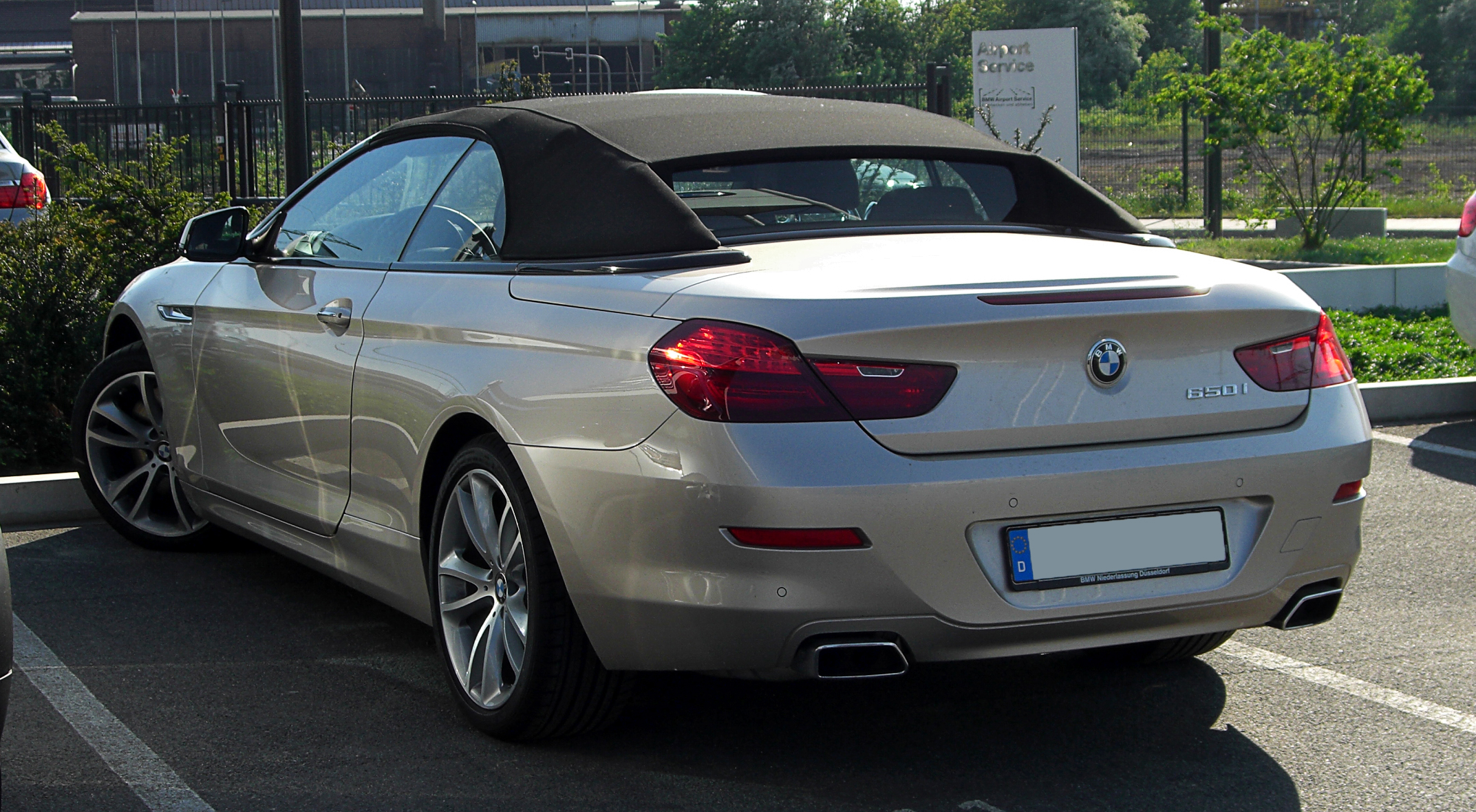
BMW serii 6 Cabrio (F12)

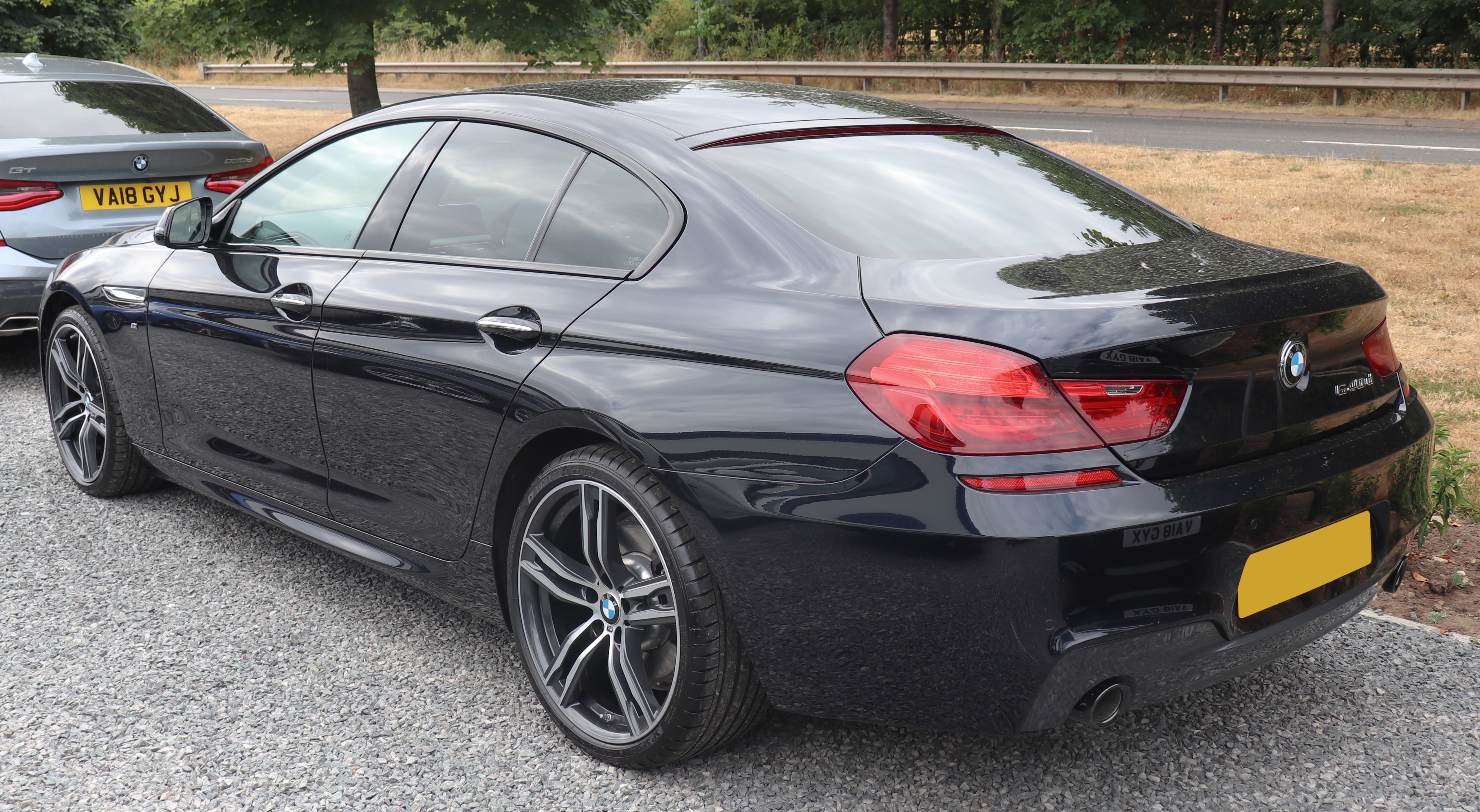
BMW serii 6 Gran Coupe (F06)

BMW serii 6 II zadebiutowało w 2010 roku.
Auto zastąpiło wówczas liczącego 8 lat poprzednika, utrzymując jego luksusowo-sportowy charakter. Na rynek najpierw trafiła odmiana kabriolet F12, a dopiero później coupe oznaczona fabrycznym symbolem F13. W 2013 roku auto zostało wyposażone w pakiet M Sport. Obejmuje on, między innymi: dodatki aerodynamiczne do nadwozia, 19-calowe pięcioramienne felgi z serii M, adaptacyjne światła LED i światła przeciwmgielne.
W grudniu 2014 roku BMW zaprezentowało serię 6 po modernizacji. Lifting ograniczył się wyłącznie do zmian w wyglądzie. Auto otrzymało nowe zderzaki oraz przednie reflektory wykonane w technologii LED.
Produkcja modelu zakończyła się w połowie 2018 roku. Przy okazji zaprezentowanego w 2018 roku następcę. Marka ponownie porzuciła nazwę seria 6 na rzecz serii 8. Nowy model ma zachować bardziej luksusowy charakter.

### Seria 6 Gran Coupe
W latach 2011–2019 produkowana była także wydłużona odmiana sedan, którą pozycjonowano jako oddzielny model o nazwie Seria 6 Gran Coupe. Samochód pełnił rolę sportowej limuzyny klasy wyższej, która miała konkurować ze sportowymi grand tourer marek premium.

### Dane techniczne
Wszystkie silniki zastosowane w tej generacji serii 6 wyposażone są w turbodoładowanie.
| Silniki benzynowe | Silniki benzynowe | Silniki benzynowe                 | Silniki benzynowe      | Moc / Nm                           | Moc / Nm                       | Osiągi     | Osiągi              |                             |
| Model             | Wersja            | Silnik                            | Skrzynia biegów        | Moc maksymalna                     | Maksymalny moment Nm           | 0-100 km/h | Prędkość maksymalna |                             |
| ----------------- | ----------------- | --------------------------------- | ---------------------- | ---------------------------------- | ------------------------------ | ---------- | ------------------- | --------------------------- |
| 640i              | Coupé             | 6-cylindrowy, turbo, 3.0 24v      | 8-biegowa automatyczna | 235 kW / 320 KM przy 5800 obr./min | 450 Nm przy 1300-4500 obr./min | 5,4 sek    | 250 km/h            |                             |
| 640i              | Cabrio            | 6-cylindrowy, turbo, 3.0 24v      | 8-biegowa automatyczna | 235 kW / 320 KM przy 5800 obr./min | 450 Nm przy 1300-4500 obr./min | 5,7 sek    | 250 km/h            |                             |
| 640i xDrive       | Coupé             | 6-cylindrowy, turbo, 3.0 24v      | 8-biegowa automatyczna | 235 kW / 320 KM przy 5800 obr./min | 450 Nm przy 1300-4500 obr./min | 5,4 sek    | 250 km/h            |                             |
| 650i              | Coupé             | 8-cylindrowy, twin-turbo, 4.4 32v | 8-biegowa automatyczna | 300 kW / 408 KM przy 5500 obr./min | 600 Nm przy 1750-4500 obr./min | 4,8 sek    | 250 km/h            |                             |
| 650i              | Cabrio            | 8-cylindrowy, twin-turbo, 4.4 32v | 8-biegowa automatyczna | 300 kW / 408 KM przy 5500 obr./min | 600 Nm przy 1750-4500 obr./min | 4,9 sek    | 250 km/h            |                             |
| 650i xDrive       | Coupé             | 8-cylindrowy, twin-turbo, 4.4 32v | 8-biegowa automatyczna | 300 kW / 408 KM przy 5500 obr./min | 600 Nm przy 1750-4500 obr./min | 4,7 sek    | 250 km/h            |                             |
| 650i              | Coupé             | 8-cylindrowy, twin-turbo, 4.4 32v | 8-biegowa automatyczna | 330 kW / 450 KM przy 5500 obr./min | 650 Nm przy 1750-4500 obr./min | 4,6 sek    | 250 km/h            |                             |
| 650i xDrive       | Coupé             | 8-cylindrowy, twin-turbo, 4.4 32v | 8-biegowa automatyczna | 330 kW / 450 KM przy 5500 obr./min | 650 Nm przy 1750-4500 obr./min | 4,5 sek    | 250 km/h            |                             |
| M6                | Coupé             | 8-cylindrowy, twin-turbo, 4.4 32v | 7-biegowa automatyczna | 412 kW / 560 KM przy 7000 obr./min | 680 Nm przy 1500-5750 obr./min | 4,2 sek    | 250 km/h            | Wersja otrzyma silnik od M5 |
| M6                | Cabrio            | 8-cylindrowy, twin-turbo, 4.4 32v | 7-biegowa automatyczna | 412 kW / 560 KM przy 7000 obr./min | 680 Nm przy 1500-5750 obr./min | 4,3 sek    | 250 km/h            | Wersja otrzyma silnik od M5 |
| Silniki Diesla    |                   |                                   |                        |                                    |                                |            |                     |                             |
| 640d              | Coupé             | 6-cylindrowy, twin-turbo, 3.0 24v | 8-biegowa automatyczna | 230 kW / 313 KM przy 4400 obr./min | 630 Nm przy 1500-2500 obr./min | 5,3 sek    | 250 km/h            |                             |
| 640d xDrive       | Coupé             | 6-cylindrowy, twin-turbo, 3.0 24v | 8-biegowa automatyczna | 230 kW / 313 KM przy 4400 obr./min | 630 Nm przy 1500-2500 obr./min | 5,1 sek    | 250 km/h            |                             |